# Peruth Chemutai
Peruth Chemutai (* 10. Juli 1999 im Distrikt Kapchorwa) ist eine ugandische Leichtathletin, die sich auf den Hindernislauf spezialisiert hat. Ihren größten sportlichen Erfolg feierte sie mit dem Olympiatitel über 3000 Meter Hindernis bei den Olympischen Spielen 2020 in Tokio.

## Sportliche Laufbahn
Erste internationale Erfahrungen sammelte Peruth Chemutai bei den Commonwealth Youth Games 2015 in Apia, bei denen sie mit 4:18,22 min die Silbermedaille im 1500-Meter-Lauf, wie auch über 3000 Meter, gewann. Im Jahr darauf wurde sie in 9:49,29 min Siebte bei den U20-Weltmeisterschaften in Bydgoszcz und qualifizierte sich für die Olympischen Spiele in Rio de Janeiro, bei denen sie mit 9:31,03 min in der Qualifikation ausschied. Bei den Crosslauf-Weltmeisterschaften 2017 in Kampala wurde sie in 19:29 min Siebte in der U20-Wertung und sicherte sich in der Teamwertung die Bronzemedaille. Im August nahm sie an den Weltmeisterschaften in London teil und erreichte dort mit 9:43,04 min nicht das Finale. 2018 gewann sie bei den U20-Weltmeisterschaften in Tampere in 9:18,87 min die Silbermedaille. Anschließend wurde sie bei den Afrikameisterschaften in Asaba in 9:45,42 min Fünfte, wie auch bei den Crosslauf-Weltmeisterschaften 2019 in Aarhus mit 36:49 min in der Erwachsenenklasse. Ende September gelangte sie bei den Weltmeisterschaften in Doha bis ins Finale im Hindernislauf und klassierte sich dort mit neuem Landesrekord von 9:11,08 min auf dem fünften Platz. 2021 nahm sie erstmals an den Olympischen Spielen in Tokio teil und lief dort im Finale mit neuem nationalen Rekord von 9:01,45 min überraschend als Erste durchs Ziel und gewann damit die erste Goldmedaille einer Frau für Uganda. Während der Schlussfeier war sie die Fahnenträger ihrer Nation.
2022 siegte sie in 9:14,00 min bei den FBK Games und anschließend belegte sie bei den Weltmeisterschaften in Eugene mit 9:21,93 min im Finale den elften Platz. Daraufhin gewann sie bei den Commonwealth Games in Birmingham in 9:23,24 min die Bronzemedaille hinter der Kenianerin Jackline Chepkoech und Elizabeth Bird aus England. Im Jahr darauf wurde sie bei der Athletissima in 9:11,91 min Dritte und anschließend belegte sie bei den Weltmeisterschaften in Budapest in 9:10,26 min im Finale den siebten Platz. Im Oktober gelangte sie bei den Straßenlauf-Weltmeisterschaften in Riga nach 16:09 min auf Rang 23 über 5 km. 2024 gewann sie bei den Afrikaspielen in Accra in 9:16,07 min die Silbermedaille im Hindernislauf hinter der Kenianerin Beatrice Chepkoech. Kurz darauf wurde sie bei der Xiamen Diamond League in 9:12,99 min Dritte und gelangte bei der Diamond League Shanghai mit 9:15,46 min auf Rang zwei. Im Mai siegte sie in 8:55,09 min beim Prefontaine Classic und im August gewann sie bei den Olympischen Spielen in Paris in 8:53,34 min im Finale die Silbermedaille hinter der Bahrainerin Winfred Mutile Yavi. Daraufhin wurde sie bei der Golden Gala mit neuem Landesrekord von 8:48,03 min Zweite und gelangte beim Memorial Van Damme mit 9:07,60 min auf Rang drei.

## Persönliche Bestzeiten
- 3000 Meter: 9:13,09 min, 18. Juni 2017 in Stockholm
- 3000 m Hindernis: 8:48,03 min, 30. August 2024 in Rom (ugandischer Rekord)
- 5-km-Straßenlauf: 15:05 min, 20. März 2022 in Lille (ugandischer Rekord)